# 百科全書：或，藝術與科學通用字典

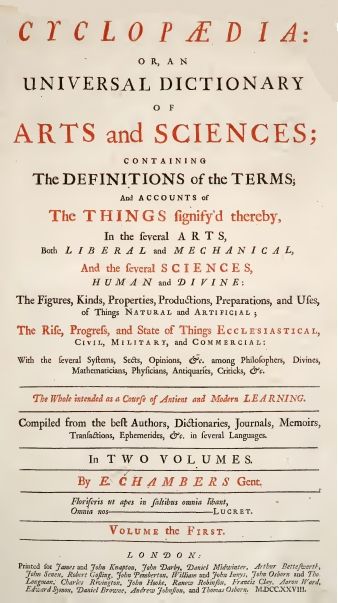
1728年版的书名

《百科全書：或，藝術與科學通用字典》（Cyclopaedia: or, An Universal Dictionary of Arts and Sciences）通常也称为《钱伯斯百科全书》:37-38，是英国的伊弗雷姆·钱伯斯（Ephraim Chambers）出版的一部百科全书。这是第一部使用参见系统的百科全书:45。
从1728年到1752年共出了7版，在意大利出了9卷本的意大利文版:37-38，是第一部意大利文的百科全书:45。其中1728年版的副标题非常长：
Cyclopaedia, or, An Universal Dictionary of Arts and Sciences: Containing the Definitions of the Terms, and Accounts of the Things Signify'd Thereby, in the Several Arts, both Liberal and Mechanical, and the Several Sciences, Human and Divine: the Figures, Kinds, Properties, Productions, Preparations, and Uses, of Things Natural and Artificial; the Rise, Progress, and State of Things Ecclesiastical, Civil, Military, and Commercial: with the Several Systems, Sects, Opinions, etc; among Philosophers, Divines, Mathematicians, Physicians, Antiquaries, Criticks, etc.: The Whole Intended as a Course of Ancient and Modern Learning.
这部百科全书还曾准备出法文版，但是由于钱伯斯与出版商的协议取消而没有出版。受到当时使用长书名的风气影响，法文版拟就的书名可说是百科全书中最长的书名了:38：
百科全书，或包含神学、自然科学、人文科学和技术名词术语和事物解说，并对各种器物、制品品类和性状加以描述，以及对各种天然和人工产物的作用的说明，对神学、哲学、数学、医学、考古学等诸学科体系、学派、观点，并介绍古今学术名著、史籍、词典、报刊、回忆录等之综合词典
被聘请为法文版主编的德尼·狄德罗心有不甘，之后才有了现代百科全书的奠基作《百科全书，或科学、艺术和工艺详解词典》:38。